# Dusona extranea
Dusona extranea là một loài tò vò trong họ Ichneumonidae.